# Syndicalisme de métier
Le syndicalisme de métier est une manière d'organiser les travailleurs syndiqué d'un champ professionnel et géographique. Les travailleurs pratiquant la même profession se regroupent dans un syndicat. Les syndicats sont alors organisés selon leur métier ou fonction spécifique au travail. Par exemple, dans le bâtiment, les charpentiers dépendent d'un syndicat de charpentiers, les plâtriers du syndicat des plâtriers et les électriciens du syndicat des électriciens. Chaque syndicat a alors sa propre administration, ses propres revendications et ses propres conventions de travail.
Le but principal de ces syndicats est l'amélioration des conditions de travail du métier en particulier, et le contrôle des embauches.
Le syndicalisme de métier s'oppose aux syndicalisme d'entreprise et au syndicalisme d'industrie.
Historiquement, le syndicalisme de métier est la première forme de syndicalisme moderne. Découlant des anciennes corporations de métier, elle en est la superposition pour les travailleurs salariés. 
Le syndicalisme de métier est très implanté aux États-Unis d’Amérique, et reste une forme d'organisation naturelle des collectifs non syndicaux au travail.